# Alexandra Island
Alexandra Island ist eine Insel vor der Georg-V.-Küste im Australischen Antarktis-Territorium. Sie gehört zu den Mackellar-Inseln vor dem Kap Kap Denison in der Commonwealth-Bucht.
Teilnehmer der Australasiatischen Antarktisexpedition (1911–1914) unter der Leitung des australischen Polarforschers Douglas Mawson entdeckten sie. Benannt ist die Insel nach einem der Schlittenhunde der Forschungsreise. Dessen Namensgeber wiederum ist Alexandra von Dänemark (1844–1925), Gemahlin des englischen Königs Edward VII. und Mutter dessen Nachfolgers George V.